# 栋维尔莱班
栋维尔莱班（法語：Donville-les-Bains，法語發音：[dɔ̃vil le bɛ̃]）是法国芒什省的一个市镇，属于阿夫朗什区。

## 地理
栋维尔莱班（48°50'55"N, 1°34'39"W）面积2.75 平方千米，位于法国诺曼底大区芒什省，该省份为法国西北部沿海省份，西、北、东北三面环大西洋，东起顺时针与卡爾瓦多斯省、奧恩省、马耶讷省和伊勒-维莱讷省接壤。
与栋维尔莱班接壤的市镇（或旧市镇、城区）包括：滨海布雷维尔、格朗维尔、隆格维尔、伊克隆。

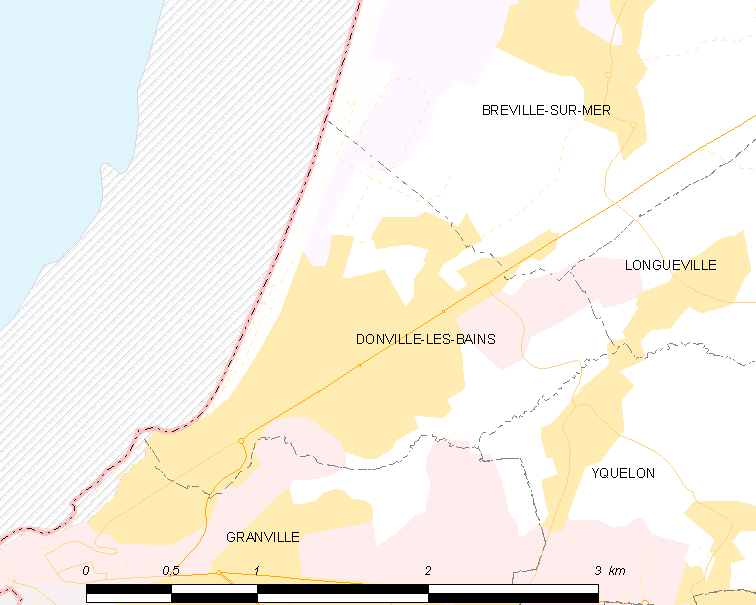
栋维尔莱班的OSM定位图

栋维尔莱班的时区为UTC+01:00、UTC+02:00（夏令时）。

## 行政
栋维尔莱班的邮政编码为50350，INSEE市镇编码为50165。

## 政治
栋维尔莱班所属的省级选区为格朗维尔县。

## 人口

1962-2008年间栋维尔莱班人口变化图示

栋维尔莱班于2022年1月1日时的人口数量为3133人。